# 西拉 (多馬尼夫卡區)
47°40′30″N 30°50′9″E / 47.67500°N 30.83583°E
西拉（烏克蘭語：Сила），是烏克蘭南部的村莊，隸屬尼古拉耶夫州的沃茲涅先斯克區。該村始建於1946年，面積0.55平方公里，海拔高度132米，2001年人口66，人口密度每平方公里121.1人。